# ديك غيري
ديك غيري (بالإنجليزية: Dick Geary)‏ هو أستاذ جامعي ومؤرخ بريطاني، ولد في 1945.